# Дискография Linkin Park
Дискография американской рок-группы Linkin Park включает в себя 8 студийных альбомов, 3 ремиксовых альбома, 6 концертных альбомов, 1 сборник, 8 мини-альбомов, 31 сингл, 4 видеоальбома, а также 15 мини-альбомов, выпущенных официальным фан-клубом Linkin Park Underground.
Дебютный студийный альбом Linkin Park Hybrid Theory, принесший группе мировую известность, был выпущен в 2000 году. Пластинка заняла второе место в Billboard 200 и попала в десятку самых продаваемых альбомов 2000-х годов, в Америке альбому был присвоен бриллиантовый статус, в Европе — четырежды платиновый. «In the End», четвёртый сингл из альбома, занял 2 место в Billboard Hot 100 (что стало самым высоким результатом в карьере Linkin Park) и оставался на этом месте в течение 38 недель. Второй студийный альбом, Meteora, поднялся на 1 место Billboard 200 и стал третьим продаваемым альбомом года. В 2007 году вышел третий студийный альбом, Minutes to Midnight, также оказался на первом месте Billboard 200, в первую неделю было продано 623 000 экземпляров. A Thousand Suns, выпущенный в 2010 году, стал четвёртым студийным альбомом Linkin Park, поднявшимся на вершину Billboard 200. В 2012 году группа выпустила пятый студийный альбом Living Things, который дебютировал в чарте Billboard 200 на первом месте, за первую неделю было продано 223 000 экземпляров. Также группа выпустила 3 ремиксовых альбома, Reanimation, выпущенный в 2002 году, Collision Course, записанный в 2004 году совместно с рэпером Jay-Z, и Recharged в 2013 году.
Linkin Park продали более 100 миллионов экземпляров альбомов по всему миру и шесть раз были номинированы на премию «Грэмми», два раза выиграв в номинациях «Лучшее хард-рок исполнение» за сингл «Crawling» и «Лучшее рэп/песенное совместное исполнение» за сингл «Numb/Encore».

## Студийные альбомы
| Год  | Детали | Максимальная позиция | Максимальная позиция | Максимальная позиция | Максимальная позиция | Максимальная позиция | Максимальная позиция | Максимальная позиция | Максимальная позиция | Максимальная позиция | Максимальная позиция | Максимальная позиция | Сертификации |
| Год  | Детали | США                  | АВС                  | АВТ                  | БЕЛ                  | ГЕР                  | ИРЯ                  | ИТА                  | НИД                  | ЯПО                  | НОЗ                  | ВЕЛ                  | Сертификации |
| ---- | --- | -------------------- | -------------------- | -------------------- | -------------------- | -------------------- | -------------------- | -------------------- | -------------------- | -------------------- | -------------------- | -------------------- | --- |
| 2000 | Hybrid Theory - Релиз: 24 октября - Лейбл: Warner Bros. Records - Форматы: CD, CS, LP, ЦД - Сертификация RIAA: Бриллиантовый                       | 2                    | 2                    | 8                    | 3                    | 2                    | 4                    | 2                    | 21                   | 19                   | 1                    | 4                    | Список - США: Бриллиантовый - АВС: 5×Платиновый - АВТ: Платиновый - АРГ: Платиновый - ВАЛ: 2×Платиновый - ФЛА: 2×Платиновый - БРА: Платиновый - ВЕЛ: 5×Платиновый - ВЕН: Платиновый - ГЕР: 3×Платиновый - ДАН: Платиновый - КАН: 5×Платиновый - НОЗ: 5×Платиновый - ПОЛ: Платиновый - ФИН: Платиновый - ФРА: Платиновый - ШВА: Платиновый - ШВЕ: Платиновый - ИТА: Платиновый |
| 2003 | Meteora - Релиз: 25 марта - Лейбл: Warner Bros. Records - Форматы: CD, CD (+DVD), CD (+VCD), CS, LP, ЦД - Сертификация RIAA: 7xПлатиновый          | 1                    | 2                    | 1                    | 1                    | 1                    | 1                    | 1                    | 2                    | 6                    | 1                    | 1                    | Список - США: 7×Платиновый - АВС: 4×Платиновый - АВТ: Платиновый - БЕЛ: Золотой - БРА: Платиновый - ВЕЛ:2×Платиновый - ВЕН: Золотой - ГЕР: 4×Платиновый - ГРИ: Золотой - КАН: 4×Платиновый - НОЗ: 3×Платиновый - ПОЛ: Платиновый - РОФ: Золотой - ФИН: Золотой - ФРА: 2×Золотой - ШВА: Платиновый - ШВЕ: Золотой - ЯПО: Платиновый - ИТА: Платиновый                          |
| 2007 | Minutes to Midnight - Релиз: 15 мая - Лейбл: Warner Bros. Records - Форматы: CD, CD (+DVD), LP, ЦД - Сертификация RIAA: 4×Платиновый               | 1                    | 1                    | 1                    | 2                    | 1                    | 1                    | 1                    | 2                    | 1                    | 1                    | 1                    | Список - США: 4×Платиновый - АВС: 3×Платиновый - АВТ: 2×Платиновый - БЕЛ: Золотой - ВЕЛ: 2×Платиновый - ВЕН: Золотой - ГЕР: 7×Золотой - ГРИ: Золотой - ДАН: Золотой - НОЗ: 2×Платиновый - ПОЛ: Золотой - РОФ: Золотой - ФИН: Золотой - ФРА: Платинрвый - ШВА: 2×Платиновый - ЯПО: Платиновый - ИТА: Золотой                                                                   |
| 2010 | A Thousand Suns - Релиз: 8 сентября - Лейбл: Warner Bros. Records - Форматы: CD, CD (+DVD), LP, ЦД - Сертификация RIAA: Платиновый                 | 1                    | 1                    | 1                    | 2                    | 1                    | 3                    | 1                    | 7                    | 2                    | 1                    | 2                    | Список - США: Платиновый - АВС: Платиновый - АВТ: Золотой - БРА: Золотой - ВЕЛ: Золотой - ГЕР: 3×Золотой - ДАН: Золотой - КАН: Платиновый - ИРЯ: Золотой - НОЗ: Золотой - ПОЛ: Платиновый - РОФ: Платиновый - ФИН: Золотой - ФРА: Золотой - ШВА: Золотой - ЯПО: Золотой - ИТА: Золотой                                                                                        |
| 2012 | Living Things - Релиз: 26 июня - Лейблы: Warner Bros. Records, Machine Shop Recordings - Форматы: CD, LP, ЦД - Сертификация RIAA:Платиновый        | 1                    | 2                    | 1                    | 4                    | 1                    | 2                    | 1                    | 1                    | 2                    | 1                    | 1                    | Список - США: Платиновый - АВС: Золотой - АВТ: Платиновый - ВЕЛ: Золотой - ГЕР: 2×Платиновый - ИТА: Золотой - НОЗ: Золотой - ПОЛ: Золотой - РОФ: Золотой - ФИН: Золотой - ФРА: Платиновый - ШВА: Платиновый - ЯПО: Золотой |
| 2014 | The Hunting Party - Релиз: 13 июня - Лейблы: Warner Bros. Records, Machine Shop Recordings - Форматы: CD (+DVD), ЦД - Сертификация RIAA:Платиновый | 3                    | 3                    | 2                    | 3                    | 1                    | 6                    | 4                    | 8                    | 4                    | 2                    | 2                    | США: Платиновый АВТ: Золотой ВЕЛ: Золотой ГЕР: Платиновый ИТА: Золотой КАН: Золотой ШВА: Золотой |
| 2017 | One More Light - Релиз: 19 мая - Лейблы: Warner Bros. Records, Machine Shop Records - Форматы: CD, LP, ЦД - Сертификация RIAA:Золотой              | 1                    | 3                    | 1                    | 3                    | 3                    | 6                    | 4                    | 5                    | 6                    | 4                    | 4                    | США: Золотой АВТ: Золотой ВЕЛ: Золотой ГЕР: Золотой ИТА: Платиновый |
| 2024 | From Zero - Релиз: 15 ноября 2024 - Лейбл: Warner, Machine Shop - Форматы: CD, кассета, LP, цифровое скачивание                                    | 2                    | 1                    | 1                    | 1                    | 1                    | 2                    | 1                    | 1                    | 11                   | 1                    | 1                    | |

| «—» ставится, если альбом не попал в чарт |

## Альбомы ремиксов и совместные альбомы
| 2002                                      | Reanimation - Релиз: 30 июля - Лейбл: Warner Bros. Records - Форматы: CD, DVD-A, LP, ЦД                            | 2  | 16 | 2 | 12 | 3 | 4  | 25 | 32 | 8 | 3  | Список - США: Платиновый - АВС: Платиновый - АВТ: Золотой - АРГ: Платиновый - БРА: Золотой - ВЕЛ: Золотой - ГЕР: Золотой - НОЗ: Золотой - ФРА: Золотой - ШВА: Золотой |
| 2004                                      | Collision Course (совместно с Jay-Z) - Релиз: 30 ноября - Лейбл: Warner Bros. Records - Форматы: CD (+DVD), LP, ЦД | 1  | 8  | 5 | 19 | 5 | 6  | 19 | —  | 4 | 15 | Список - США: 2×Платиновый - АВТ: Золотой - БРА: Золотой - ДАН: Золотой - КАН: 2×Платиновый - ИРЯ: 2×Платиновый - НОЗ: Платиновый - ШВА: Платиновый - ЯПО: Золотой    |
| 2013                                      | Recharged - Релиз: 29 октября - Лейбл: Warner Bros. Records - Форматы: CD, ЦД                                      | 10 | 7  | 9 | 28 | 4 | 41 | 16 | 13 | 9 | 12 | ГЕР: Золотой |
| «—» ставится, если альбом не попал в чарт | |    |    |   |    |   |    |    |    |   |    | |

## Концертные альбомы
| Год                                       | Детали | Максимальная позиция | Максимальная позиция | Максимальная позиция | Максимальная позиция | Максимальная позиция | Максимальная позиция | Максимальная позиция | Максимальная позиция | Максимальная позиция | Максимальная позиция | Сертификации |
| Год                                       | Детали | США                  | АВС                  | АВТ                  | БЕЛ                  | ГЕР                  | ИРЯ                  | ИТА                  | ЯПО                  | НОЗ                  | ВЕЛ                  | Сертификации |
| ----------------------------------------- | --- | -------------------- | -------------------- | -------------------- | -------------------- | -------------------- | -------------------- | -------------------- | -------------------- | -------------------- | -------------------- | --- |
| 2003                                      | Live in Texas - Релиз: 18 ноября - Лейбл: Warner Bros. Records - Форматы: CD (+DVD), ЦД                             | 23                   | 18                   | 5                    | 25                   | 9                    | 67                   | 25                   | 13                   | 17                   | 47                   | Список - США: Платиновый - АВС: Золотой - АВТ: Золотой - БРА: Платиновый - ВЕЛ: Золотой - ГЕР: 3×Золотой - КАН: Платиновый - НОЗ: Золотой |
| 2008                                      | Road to Revolution: Live at Milton Keynes - Релиз: 21 ноября - Лейбл: Warner Bros. Records - Форматы: CD (+DVD), ЦД | 41                   | 24                   | 14                   | 47                   | 11                   | 81                   | 17                   | 6                    | 17                   | 58                   | Список - ВЕЛ: Серебряный - НОЗ: Золотой - ШВА: Золотой                                                                                    |
| 2011                                      | A Thousand Suns: Puerta De Alcalá - Релиз: 25 января - Лейбл: Warner Bros. Records - Формат: ЦД                     | 122                  | —                    | —                    | —                    | —                    | —                    | —                    | —                    | —                    | —                    | |
| 2011                                      | A Thousand Suns +: Live in Madrid - Релиз: 6 июня - Лейбл: Warner Bros. Records - Форматы: CD (+DVD), ЦД            | —                    | —                    | —                    | —                    | —                    | —                    | —                    | —                    | —                    | —                    | |
| 2013                                      | Living Things + - Релиз: 22 марта - Лейбл: Warner Bros. Records - Формат: CD+DVD, ЦД                                | —                    | —                    | —                    | —                    | —                    | —                    | —                    | 44                   | —                    | —                    | |
| 2014                                      | The Hunting Party: Live from Mexico - Релиз: 13 июня - Лейбл: Warner Bros. Records - Формат: CD+DVD, ЦД             | —                    | —                    | —                    | —                    | —                    | —                    | —                    | —                    | —                    | —                    | |
| «—» ставится, если альбом не попал в чарт | |                      |                      |                      |                      |                      |                      |                      |                      |                      |                      | |

## Сборники
| Год  | Описание                                                                |
| ---- | ----------------------------------------------------------------------- |
| 2013 | Studio Collection - Релиз: 15 января - Лейбл: Warner Bros. - Формат: ЦД |

## Мини-альбомы
| 1999                                      | Hybrid Theory EP - Релиз: Май - Лейбл: Mix Media - Форматы: CD                                                         | —  | —  | —  | —  | — |
| 2002                                      | In the End EP - Релиз: - Лейбл: Warner Bros. Records - Форматы: CD                                                     | —  | —  | —  | —  | — |
| 2008                                      | iTunes Live from SoHo - Релиз: 4 марта - Лейбл: Warner Bros. Records - Форматы: ЦД (эксклюзивно для iTunes)            | —  | —  | —  | —  | — |
| 2008                                      | Songs from the Underground - Релиз: 28 ноября - Лейбл: Warner Bros. Records - Форматы: CD                              | 96 | 56 | 42 | 10 | 9 |
| 2010                                      | 2011 North American Tour - Релиз: 20 декабря - Лейбл: — - Форматы: ЦД                                                  | —  | —  | —  | —  | — |
| 2011                                      | iTunes Festival: London 2011 - Релиз: 8 июля - Лейбл: Warner Bros. Records - Форматы: ЦД (эксклюзивно для iTunes)      | —  | —  | —  | —  | — |
| 2012                                      | Stagelight Demos - Релиз: 9 ноября - Лейбл: Open Labs - Форматы: ЦД                                                    | —  | —  | —  | —  | — |
| 2013                                      | A Light That Never Comes (Remixes) - Релиз: 21 января - Лейбл: Warner Bros. Records, Dim Mak Records - Форматы: CD, ЦД | —  | —  | —  | —  | — |
| «—» ставится, если альбом не попал в чарт | |    |    |    |    |   |

## Песни
| Дата                                      | Песни                                       | Максимальная позиция | Максимальная позиция | Максимальная позиция | Максимальная позиция | Максимальная позиция | Максимальная позиция | Максимальная позиция | Максимальная позиция | Максимальная позиция | Максимальная позиция | Максимальная позиция | Максимальная позиция | Максимальная позиция | Максимальная позиция | Сертификации | Альбом                                          |
| Дата                                      | Песни                                       | B100                 | ALT                  | MAIN                 | АВС                  | АВТ                  | БЕЛ                  | ГЕР                  | ИРЯ                  | ИТА                  | НИД                  | НОВ                  | ВЕЛ                  | ШВЕ                  | РОС                  | Сертификации | Альбом                                          |
| ----------------------------------------- | ------------------------------------------- | -------------------- | -------------------- | -------------------- | -------------------- | -------------------- | -------------------- | -------------------- | -------------------- | -------------------- | -------------------- | -------------------- | -------------------- | -------------------- | -------------------- | --- | ----------------------------------------------- |
| 28.09.2000                                | «One Step Closer»                           | 75                   | 5                    | 4                    | 4                    | 38                   | —                    | 32                   | —                    | 46                   | 57                   | —                    | 24                   | 46                   | —                    | Список - АВС: Золотой - США: Платиновый - ВЕЛ: Серебряный                                                                                    | Hybrid Theory                                   |
| 18.06.2001                                | «In the End»                                | 2                    | 1                    | 3                    | 4                    | 13                   | 12                   | 13                   | 16                   | 4                    | 11                   | 10                   | 8                    | 3                    | —                    | Список - США: 4×Платиновый - ШВЕ: Золотой - ВЕЛ: Платиновый - АВС: Золотой - НОЗ: Золотой - ШВА: Золотой                                     | Hybrid Theory                                   |
| 18.06.2001                                | «Papercut»                                  | —                    | 32                   | —                    | 87                   | 43                   | —                    | 49                   | 27                   | —                    | 39                   | —                    | 14                   | —                    | —                    | США: Золотой ВЕЛ: Серебряный | Hybrid Theory                                   |
| 20.11.2001                                | «Crawling»                                  | 79                   | 5                    | 3                    | 33                   | 49                   | 25                   | 14                   | 16                   | —                    | 45                   | 37                   | 16                   | 27                   | —                    | США: Золотой ВЕЛ: Серебряный | Hybrid Theory                                   |
| 15.06.2002                                | «Pts.OF.Athrty»                             | —                    | 29                   | —                    | 44                   | 47                   | —                    | 31                   | 25                   | 39                   | 54                   | —                    | 9                    | 45                   | —                    | | Reanimation                                     |
| 17.03.2003                                | «Somewhere I Belong»                        | 32                   | 1                    | 1                    | 13                   | 16                   | 33                   | 12                   | 4                    | 13                   | 14                   | 1                    | 10                   | 19                   | —                    | Список АВС: Золотой | Meteora                                         |
| 09.06.2003                                | «Faint»                                     | 48                   | 1                    | 2                    | 25                   | 27                   | 44                   | 40                   | 26                   | —                    | 20                   | —                    | 15                   | 49                   | —                    | США: Платиновый ВЕЛ: Серебряный | Meteora                                         |
| 08.09.2003                                | «Numb»                                      | 11                   | 1                    | 1                    | 10                   | 8                    | 48                   | 19                   | 16                   | 18                   | 82                   | 13                   | 14                   | 23                   | —                    | Список - США: 4×Платиновый - АВС: Золотой - ВЕЛ: Платиновый - КАН: Золотой - НОЗ: Платиновый - ШВА: Золотой                                  | Meteora                                         |
| 12.01.2004                                | «From the Inside»                           | —                    | —                    | —                    | 37                   | 42                   | —                    | 35                   | —                    | —                    | —                    | 50                   | —                    | 52                   | —                    | | Meteora                                         |
| 14.06.2004                                | «Breaking the Habit»                        | 20                   | 1                    | 1                    | 23                   | 43                   | —                    | 25                   | 46                   | —                    | 41                   | 27                   | 39                   | —                    | 171                  | США: Золотой ВЕЛ: Серебряный | Meteora                                         |
| 13.12.2004                                | «Numb/Encore» (с Jay-Z)                     | 20                   | —                    | —                    | 3                    | 3                    | 7                    | 4                    | 1                    | —                    | 5                    | —                    | 14                   | 5                    | —                    | Список - США: 3×Платиновый - АВС: Платиновый - АВТ: Золотой - ВЕЛ: 2×Платиновый - КАН: Золотой - ГЕР: Платиновый - ЯПО: Золотой              | Collision Course                                |
| 02.04.2007                                | «What I’ve Done»                            | 7                    | 1                    | 1                    | 13                   | 8                    | 26                   | 4                    | 15                   | 3                    | 28                   | 9                    | 6                    | 6                    | —                    | Список - США: 5×Платиновый - ВЕЛ: Платиновый - ГЕР: Золотой - ДАН: Золотой - НОЗ: Золотой - ЯПО: Золотой - КАН: Платиновый - ШВА: Платиновый | Minutes to Midnight                             |
| 14.08.2007                                | «Bleed It Out»                              | 52                   | 2                    | 3                    | 24                   | 43                   | 72                   | 40                   | 43                   | —                    | 79                   | 7                    | 29                   | 14                   | —                    | Список - США: 2×Платиновый - НОЗ: Золотой - ВЕЛ: Серебряный                                                                                  | Minutes to Midnight                             |
| 12.11.2007                                | «Shadow of the Day»                         | 15                   | 2                    | 6                    | 15                   | 6                    | 52                   | 12                   | —                    | —                    | —                    | 13                   | 46                   | 20                   | —                    | Список - США: 2×Платиновый - НОЗ: Золотой - ВЕЛ: Серебряный - ГЕР: Золотой - ШВА: Золотой                                                    | Minutes to Midnight                             |
| 03.03.2008                                | «Given Up»                                  | 99                   | 4                    | 5                    | —                    | —                    | —                    | 53                   | —                    | —                    | —                    | —                    | —                    | —                    | —                    | США: Золотой | Minutes to Midnight                             |
| 30.06.2008                                | «We Made It» (ft. Баста Раймс)              | 65                   | —                    | —                    | 37                   | 16                   | —                    | 11                   | 12                   | —                    | —                    | 13                   | 10                   | 24                   | —                    | | —                                               |
| 14.07.2008                                | «Leave Out All the Rest»                    | 94                   | 11                   | 33                   | 24                   | 17                   | —                    | 15                   | —                    | —                    | —                    | 38                   | 90                   | 42                   | —                    | Список США: Платиновый | Minutes to Midnight                             |
| 18.05.2009                                | «New Divide»                                | 6                    | 1                    | 1                    | 3                    | 2                    | 51                   | 4                    | 21                   | 19                   | 68                   | 2                    | 19                   | 13                   | 47                   | Список - США: 3×Платиновый - АВС: Платиновый - ВЕЛ: Серебряный - ГЕР: Золотой - НОЗ: Платиновый - ЯПО: Золотой - КАН: Платиновый             | Transformers: Revenge of the Fallen — The Album |
| 02.08.2010                                | «The Catalyst»                              | 27                   | 1                    | —                    | 33                   | 18                   | 56                   | 11                   | —                    | —                    | 95                   | 27                   | 40                   | 31                   | 235                  | Список США: Золотой | A Thousand Suns                                 |
| 01.10.2010                                | «Waiting for the End»                       | 42                   | 1                    | —                    | —                    | 34                   | 70                   | 29                   | —                    | —                    | —                    | —                    | 90                   | —                    | 207                  | Список США: Платиновый | A Thousand Suns                                 |
| 21.03.2011                                | «Burning in the Skies»                      | —                    | —                    | —                    | —                    | 35                   | —                    | 43                   | —                    | —                    | —                    | —                    | —                    | —                    | 106                  | | A Thousand Suns                                 |
| 28.05.2011                                | «Iridescent»                                | 81                   | 19                   | —                    | 39                   | 52                   | —                    | 46                   | —                    | —                    | —                    | —                    | 93                   | —                    | —                    | США: Золотой | A Thousand Suns                                 |
| 16.04.2012                                | «Burn It Down»                              | 30                   | 1                    | —                    | 41                   | 10                   | 56                   | 2                    | —                    | —                    | 59                   | 13                   | 27                   | —                    | 8                    | Список - США: 2×Платиновый - АВТ: Золотой - ГЕР: Платиновый - ИТА: Платиновый - ШВА: Платиновый - ВЕЛ: Серебряный                            | Living Things                                   |
| 19.10.2012                                | «Lost in the Echo»                          | 95                   | 12                   | —                    | —                    | —                    | 133                  | 68                   | —                    | —                    | —                    | —                    | —                    | —                    | —                    | | Living Things                                   |
| 31.10.2012                                | «Powerless»                                 | —                    | —                    | —                    | —                    | —                    | —                    | —                    | —                    | —                    | —                    | —                    | —                    | —                    | —                    | | Living Things                                   |
| 01.02.2013                                | «Castle of Glass»                           | —                    | 21                   | —                    | —                    | 2                    | —                    | 10                   | —                    | —                    | —                    | —                    | —                    | —                    | —                    | Список - АВТ: Золотой - ГЕР: Платиновый - ИТА: Золотой - ШВА: Платиновый                                                                     | Living Things                                   |
| 11.10.2013                                | «A Light That Never Comes» (со Стивом Аоки) | 65                   | —                    | 11                   | 56                   | 21                   | —                    | 8                    | 72                   | 30                   | —                    | —                    | 34                   | —                    | 24                   | | Recharged                                       |
| 07.03.2014                                | «Guilty All The Same» (с Ракимом)           | —                    | 21                   | 1                    | —                    | 48                   | —                    | 32                   | —                    | —                    | —                    | —                    | 138                  | —                    | —                    | | The Hunting Party                               |
| 06.05.2014                                | «Until It’s Gone»                           | —                    | 19                   | 1                    | 58                   | 33                   | 84                   | 24                   | —                    | —                    | —                    | —                    | 78                   | —                    | —                    | | The Hunting Party                               |
| 08.06.2014                                | «Final Masquerade»                          | —                    | 32                   | 35                   | 43                   | 65                   | 44                   | 70                   | —                    | 34                   | —                    | 30                   | 106                  | —                    | —                    | | The Hunting Party                               |
| 16.02.2017                                | «Heavy»                                     | 45                   | 22                   | —                    | 33                   | 9                    | 4                    | 12                   | 70                   | 59                   | 100                  | 35                   | 43                   | 82                   | —                    | США: Золотой АВС: Золотой ГЕР: Золотой ШВА: Золотой                                                                                          | One More Light                                  |
| 25.07.2017                                | «Talking To Myself»                         | —                    | —                    | —                    | —                    | 52                   | —                    | 73                   | —                    | —                    | —                    | —                    | —                    | —                    | —                    | | One More Light                                  |
| 03.10.2017                                | «One More Light»                            | —                    | —                    | —                    | 85                   | 35                   | —                    | 51                   | —                    | 79                   | —                    | —                    | —                    | —                    | —                    | США: Золотой ВЕЛ: Серебряный | One More Light                                  |
| «—» ставится, если сингл не попал в чарт. |                                             |                      |                      |                      |                      |                      |                      |                      |                      |                      |                      |                      |                      |                      |                      | |                                                 |

Комментарии
- «Rolling in the Deep», кавер-версия песни Адель, была выпущена в качестве сингла для iTunes и заняла 42 место в британском хит-параде синглов.

## Демо
Следующий список демозаписей составлен на основе информации сайтов Discogs и lpassociation.com
| Год  | Детали                                                                   |
| ---- | ------------------------------------------------------------------------ |
| 1997 | Xero - Релиз: - Лейбл: — - Форматы: CS                                   |
| 1999 | Hybrid Theory Demo (8-Track CD) - Релиз: - Лейбл: — - Форматы: CD        |
| 1999 | Hybrid Theory Demo - Релиз: - Лейбл: — - Форматы: CD                     |
| 2000 | Hybrid Theory Demos - Релиз: - Лейбл: Warner Bros. Records - Форматы: CD |

## Видеоальбомы
| Год  | Детали | Сертификации                                           |
| ---- | --- | ------------------------------------------------------ |
| 2001 | Frat Party at the Pankake Festival - Релиз: 20 ноября - Лейбл: Warner Bros. Records - Формат: DVD, VHS, VCD, ЦД | Список - США: Платиновый - БРА: Золотой - ВЕЛ: Золотой |
| 2001 | In the End - Релиз: - Лейбл: Warner Bros. Records - Формат: DVD, VHS                                            |                                                        |
| 2001 | Crawling - Релиз: - Лейбл: Warner Bros. Records - Формат: DVD                                                   |                                                        |
| 2004 | Breaking the Habit - Релиз: 27 июля - Лейбл: Warner Bros. Records - Формат: DVD                                 |                                                        |

## Видеоклипы
Следующий список музыкальных видеоклипов включает в себя официальные художественные видеоклипы, выпущенные под брендом Linkin Park. Данный список составлен на основе информации, указанной на официальном веб-сайте группы, а также данных официального веб-сайта телеканала MTV.
| Дата       | Название                   | Режиссёр(ы)              |
| ---------- | -------------------------- | ------------------------ |
| 08.01.2001 | «One Step Closer»          | Грегори Дарк             |
| 14.05.2001 | «Crawling»                 | Грег Штраус Колин Штраус |
| 07.2001    | «Papercut»                 | Натан Кокс Джо Хан       |
| 24.09.2001 | «In the End»               | Натан Кокс Джо Хан       |
| 2001       | «Points of Authority»      | Натан Кокс               |
| 2002       | «Enth E Nd»                | Джейсон Голдвоч          |
| 2002       | «Frgt/10»                  | Джошуа Кордес            |
| 2002       | «P5hng Me A*wy»            | Скот Паттон              |
| 2002       | «Kyur4 Th Ich»             | Джо Хан                  |
| 15.07.2002 | «Pts.OF.Athrty»            | Джо Хан                  |
| 03.2003    | «Somewhere I Belong»       | Джо Хан                  |
| 07.2003    | «Faint»                    | Марк Романек             |
| 11. 2003   | «Numb»                     | Джо Хан                  |
| 01.2004    | «From the Inside»          | Джо Хан                  |
| 24.05.2004 | «Breaking the Habit»       | Джо Хан                  |
| 22.11.2004 | «Numb/Encore»              | Джо ДеМиао Кимо Праутфут |
| 02.04.2007 | «What I’ve Done»           | Джо Хан                  |
| 31.07.2007 | «Bleed It Out»             | Джо Хан                  |
| 15.10.2007 | «Shadow of the Day»        | Джо Хан                  |
| 2008       | «Shadow of The Day»        | Джо Хан                  |
| 03.03.2008 | «Given Up»                 | Марк Фиоре Linkin Park   |
| 29.04.2008 | «We Made It»               | Крис Робинсон            |
| 02.06.2008 | «Leave Out All the Rest»   | Джо Хан                  |
| 11.06.2009 | «New Divide»               | Джо Хан                  |
| 18.02.2010 | «Not Alone»                | Билл Бойд                |
| 26.08.2010 | «The Catalyst»             | Джо Хан                  |
| 08.10.2010 | «Waiting for the End»      | Джо Хан                  |
| 22.02.2011 | «Burning in the Skies»     | Джо Хан                  |
| 03.06.2011 | «Iridescent»               | Джо Хан                  |
| 28.03.2012 | «Burn It Down»             | Джо Хан                  |
| 19.06.2012 | «Powerless»                | Тимур Бекмамбетов        |
| 04.09.2012 | «Lost in the Echo»         | Джейсон Зада             |
| 10.10.2012 | «Castle of Glass»          | Дрю Стоффер              |
| 17.10.2013 | «A Light That Never Comes» | Джо Хан                  |

## Издания официального фан-клуба Linkin Park Underground
Следующий список релизов Linkin Park Underground составлен на основе данных сайтов lpassociation.com и официального веб-сайта группы. Данные диски рассылаются по почте членам клуба Linkin Park Underground, членство в котором является платным. Все диски Linkin Park Underground, находящиеся в свободной продаже, являются пиратскими копиями.
Первым релизом Linkin Park Underground стало переиздание Hybrid Theory EP, получившее неофициальное название LP Underground 1.0.
| Год  | Детали | Высшая позиция в чартах | Высшая позиция в чартах | Высшая позиция в чартах | Высшая позиция в чартах |
| Год  | Детали | АВТ                     | ШВА                     | ГЕР                     | ЯПО                     |
| ---- | --- | ----------------------- | ----------------------- | ----------------------- | ----------------------- |
| 2002 | LP Underground 2.0 - Релиз: 18 ноября - Лейбл: Machine Shop - Форматы: CD, ЦД                                    | —                       | —                       | —                       | —                       |
| 2003 | LP Underground 3.0 - Релиз: 17 ноября - Лейбл: Machine Shop - Форматы: CD, ЦД                                    | —                       | —                       | —                       | —                       |
| 2004 | LP Underground 4.0 - Релиз: 22 ноября - Лейбл: Machine Shop - Форматы: CD, ЦД                                    | —                       | —                       | —                       | —                       |
| 2005 | LP Underground 5.0 - Релиз: 21 ноября - Лейбл: Machine Shop - Форматы: CD, ЦД                                    | —                       | —                       | —                       | —                       |
| 2006 | LP Underground 6.0 - Релиз: 5 декабря - Лейбл: Machine Shop - Форматы: CD, ЦД                                    | —                       | —                       | —                       | —                       |
| 2007 | LP Underground 7.0 - Релиз: 5 декабря - Лейбл: Machine Shop - Форматы: CD, ЦД                                    | —                       | —                       | —                       | —                       |
| 2008 | MMM…COOKIES — Sweet Hamster Like Jewels from America! - Релиз: 4 декабря - Лейбл: Machine Shop - Форматы: CD, ЦД | —                       | —                       | —                       | —                       |
| 2009 | LPU9: Demos - Релиз: 23 ноября - Лейбл: Machine Shop, Warner Bros. Records - Форматы: CD, LP, ЦД                 | 73                      | 29                      | 66                      | 23                      |
| 2010 | A Decade Underground - Релиз: 10 августа - Лейбл: Machine Shop - Форматы: ЦД                                     | —                       | —                       | —                       | —                       |
| 2010 | LP Underground X: Demos - Релиз: 10 ноября - Лейбл: Warner Bros. Records - Форматы: CD, ЦД                       | —                       | —                       | —                       | —                       |
| 2011 | LP Underground Eleven - Релиз: 16 ноября - Лейбл: Machine Shop - Форматы: CD, ЦД                                 | —                       | —                       | —                       | —                       |
| 2012 | LP Underground 12 - Релиз: 16 ноября - Лейбл: Machine Shop - Форматы: CD, ЦД                                     | —                       | —                       | —                       | —                       |
| 2013 | LP Underground 13 (LPU XIII) - Релиз: 18 ноября - Лейбл: Machine Shop - Форматы: CD, ЦД                          | —                       | —                       | —                       | —                       |
| 2014 | LP Underground 14 (LPU XIV) - Релиз: 20 ноября - Лейбл: Machine Shop - Форматы: CD, ЦД                           | —                       | —                       | —                       | —                       |
| 2015 | LP Underground 15 (LPU XV) - Релиз: 21 ноября - Лейбл: Machine Shop - Форматы: CD, ЦД                            | —                       | —                       | —                       | —                       |
| 2016 | LP Underground 16 (LPU Sixteen) - Релиз: 22 ноября - Лейбл: Machine Shop - Форматы: CD, ЦД                       | —                       | —                       | —                       | —                       |

## Саундтреки
На протяжении существования группы её песни неоднократно использовались в различных кинофильмах, играх и сериалах. В данный список включены лишь официальные саундтреки, содержащие песни Linkin Park.
| Год  | Фильм                                     | Альбом                                                                   | Песня                                                    |
| ---- | ----------------------------------------- | ------------------------------------------------------------------------ | -------------------------------------------------------- |
| 2000 | «Никки, дьявол-младший»                   | Little Nicky (Music from the Motion Picture)                             | «Points of Authority»                                    |
| 2000 | «Дракула 2000»                            | Dracula 2000 (Music from the Dimension Motion Picture)                   | «One Step Closer»                                        |
| 2001 | «День святого Валентина»                  | Valentine (Music from the Motion Picture)                                | «Pushing Me Away»                                        |
| 2003 | «Матрица: Перезагрузка»                   | The Matrix Reloaded: The Album                                           | «Session»                                                |
| 2007 | «Трансформеры»                            | Transformers: The Album                                                  | «What I’ve Done»                                         |
| 2008 | «Сумерки»                                 | Twilight: Original Motion Picture Soundtrack                             | «Leave Out All the Rest»                                 |
| 2009 | «Трансформеры: Месть падших»              | Transformers: Revenge of the Fallen — The Album                          | «New Divide»                                             |
| 2011 | «Трансформеры 3: Тёмная сторона Луны»     | Transformers: Dark of the Moon — The Album                               | «Iridescent»                                             |
| 2011 | «Другой мир: Пробуждение»                 | Underworld: Awakening (Original Motion Picture Soundtrack)               | «Blackout» (Renholdër Remix)                             |
| 2012 | «Ангел-хранитель»                         | Schutzengel (Original Motion Picture Soundtrack)                         | «Waiting for the End»                                    |
| 2012 | «Президент Линкольн: Охотник на вампиров» | Abraham Lincoln: Vampire Hunter (Original Motion Picture Soundtrack)     | «Powerless»                                              |
| 2014 | «Need for Speed: Жажда скорости»          | Need for Speed (Original Motion Picture Score)                           | «Roads Untraveled»                                       |
| 2024 | «Аркейн» (сезон 2)                        | Arcane League of Legends: Season 2 (Soundtrack from the Animated Series) | «Heavy Is the Crown» (как Майк Шинода и Эмили Армстронг) |